# Devilish Mahjong Tower
 (mars 2019).
Si vous disposez d'ouvrages ou d'articles de référence ou si vous connaissez des sites web de qualité traitant du thème abordé ici, merci de compléter l'article en donnant les références utiles à sa vérifiabilité et en les liant à la section « Notes et références ».
Devilish Mahjong Tower est un jeu vidéo de mah-jong sorti en 1994 sur Mega Drive. Le jeu a été développé et édité par C&E.

## Système de jeu
Le trait particulier du jeu réside dans le fait que le joueur affronte au mah-jong des extraterrestres dans des duels à mort.